# Güler Sabancı

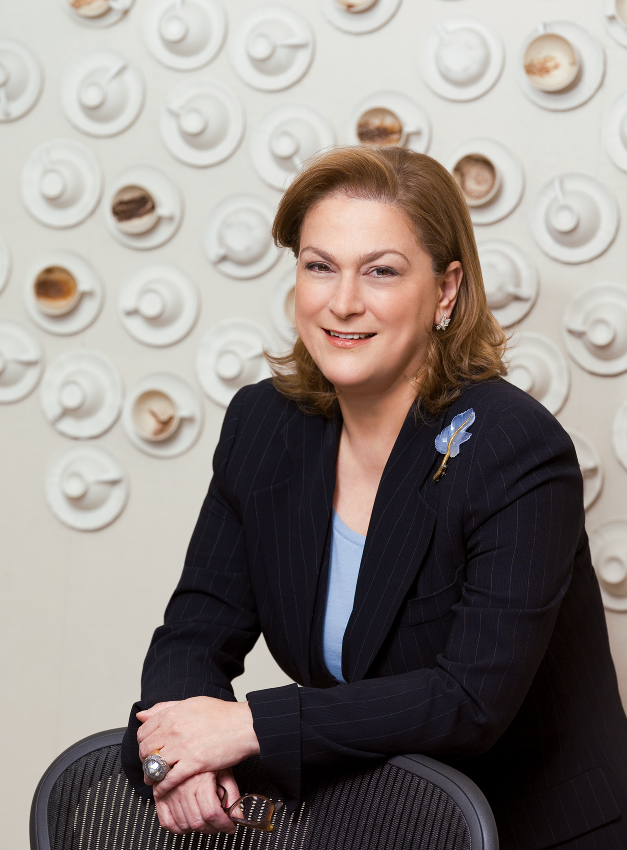
Güler Sabancı (2010)

Güler Sabancı (* 14. August 1955 in Adana) ist eine türkische Unternehmerin. Sie ist Vorsitzende der Sabancı Holding, der zweitgrößten Industrie- und Finanzgruppe in der Türkei. Gründer der Sabancı Holding war ihr Onkel Sakıp Sabancı. Seit dem 23. Januar 2013 ist sie Mitglied im Aufsichtsrat der Siemens AG.

## Leben
Nach dem Besuch des renommierten TED Ankara-Gymnasiums studierte die Tochter von İhsan und Yüksel Sabancı an der Bosporus-Universität in Istanbul Betriebswirtschaftslehre. 1978 begann sie ihre Karriere bei der familieneigenen Autoreifenfirma in der Provinz Kocaeli. Danach war sie 14 Jahre lang bei der Faserfabrik Kordsa tätig, bevor sie Mitglied des Vorstands der Sabancı Holding wurde. Nach dem Tod ihres Onkels Sakıp machten dessen noch lebende Brüder Erol und Şevket sie – auf Wunsch Sakıp Sabancıs – zur Vorsitzenden des Konzerns.
In der Liste der 100 mächtigsten Frauen der Welt des Forbes Magazine wurde sie im Jahr 2009 auf Platz 27 geführt. Damit ist sie nach Meinung der Zeitschrift die mächtigste Frau der Türkei.

## Auszeichnungen
- Italien: Verdienstorden der Italienischen Republik (Ritterkreuz) (27. Dezember 2002)[4]
- 2010: Offizier der französischen Ehrenlegion
- 2010: Großes Silbernes Ehrenzeichen mit dem Stern für Verdienste um die Republik Österreich
- Österreich: Schumpeter-Preis (2011)[5]
- European Sustainability Award – Prix Film4Climate für ihr philanthropisches Engagement (2023)[6]